# ريان خميس
ريان خميس (بالفرنسية: Rayanne Khemais)‏ هو لاعب كرة قدم فرنسي وتونسي في مركز الدفاع، ولد في 7 أبريل 1998 في نيم في فرنسا. لعب مع نيم أولمبيك.

## وصلات خارجية
- ريان خميس على موقع قاعدة بيانات كرة القدم.إي يو (الإنجليزية)
- ريان خميس على موقع Soccerway.com (الإنجليزية)